# District d'Ukhrul
Le district de Ukhrul est un district de l'état du Manipur, en Inde.
Son chef-lieu est la ville de Ukhrul.

## Géographie
Au recensement de 2011, sa population comptait 183 115 habitants. Avec une superficie de 4 544 km2, la densité de population du district était de 40,5 habitants par km².